# Shane Rimmer
Shane Rimmer (nacido Shane Lance Deacon; 28 de mayo de 1929 - 29 de marzo de 2019) fue un actor y guionista canadiense que pasó la mayor parte de su carrera en el Reino Unido. El autoproclamado "Rent-A-Yank" de la industria del entretenimiento británica, apareció en más de 160 películas y programas de televisión desde 1957 hasta su muerte en 2019, generalmente interpretando personajes secundarios norteamericanos.
Entre sus papeles más conocidos se encuentran la voz de Scott Tracy en la serie original Thunderbirds, el Capitán de la Fuerza Aérea "Ace" Owens en Dr. Strangelove or: How I Learned to Stop Worrying and Love the Bomb, Joe Donnelli y Malcolm Reid en Coronation Street, Edward R. Murrow en Gandhi y Louie Watterson en serie de Cartoon Network The Amazing World of Gumball. También hizo varias apariciones en la serie de películas de James Bond. Hizo varias apariciones en escena para el Royal National Theatre y contribuyó con guiones para El Capitán Escarlata y Joe 90.

## Primeros años
Rimmer nació como Shane Lance Deacon en Toronto, Ontario, de madre británica, Vera (de soltera Franklin), y de padre irlandés, Thomas Deacon, que era periodista. Tenía una hermana menor, Noreen. Adoptó el apellido de soltera de su abuela paterna, Rimmer, y comenzó su carrera en la radio canadiense como cantante y disc jockey antes de convertirse en presentador de televisión.

## Carrera

### Películas
Rimmer apareció principalmente en papeles secundarios, especialmente en películas y series de televisión producidas en el Reino Unido. Emigró a Inglaterra en 1959, después de actuar inicialmente como cantante de cabaret.
Sus apariciones incluyen papeles en películas como Dr. Strangelove or: How I Learned to Stop Worrying and Love the Bomb (1964), Rollerball (1975), La espía que me amó (1977), Gandhi (1982), Out of Africa (1985), Crusoe (1989), Spy Game (2001) y Batman Begins (2005).
Durante su carrera, Rimmer apareció sin acreditar, entre otras películas, en Sólo se vive dos veces (1967), The Dirty Dozen (1967), Diamonds Are Forever (1971), Star Wars: Episodio IV - Una nueva esperanza (1977) y Superman II (1980). También se cree que prestó su voz al personaje de Hamilton (interpretado por Robert Dix) en Vive y deja morir (1973).

### Televisión
Rimmer tuvo una asociación de larga data con el productor de televisión Gerry Anderson, incluida la serie Thunderbirds (1964-1966). Fue el actor de voz detrás del personaje de Scott Tracy. Redactó la historia del penúltimo episodio de la serie, "Ricochet" (1966), cuyo guion escribió el escritor Tony Barwick. Rimmer pensó que las tarifas de los estudios para las voces en aquellos días eran "absolutamente deplorables". Años después de trabajar en Thunderbirds, Rimmer, junto con su compañero asociado de Anderson Matt Zimmerman, contrató a un abogado. Le informaron del nivel de pago que recibieron y el abogado consiguió para Rimmer y Zimmerman un inmenso aumento en los residuos. También apareció en un episodio de Danger Man.
Rimmer también escribió guiones y proporcionó voces no acreditadas para las producciones posteriores de Supermarionation de Anderson, El Capitán Escarlata (1967–68), Joe 90 (1968–69) y The Secret Service (1969), apareció en episodios de la serie de acción real UFO ( 1970) y The Protectors (1972–74), prestó su voz en Space: 1999 (1975–77) y fue estrella invitada en uno de sus episodios, "Space Brain" (1976). Más tarde, apareció en el piloto no televisado de 1986 Space Police (que fue adaptado como una serie de televisión completa y rebautizado como Space Precinct en la década de 1990, aunque Ted Shackleford reemplazó a Rimmer en la serie) y proporcionó la voz del personaje principal en Dick Spanner P.I. (1987).
Rimmer y el actor estadounidense Ed Bishop —él mismo un asociado de Anderson— bromeaban acerca de cómo sus caminos profesionales se cruzaban con frecuencia, llamándose a sí mismos "Rent-a-Yanks". Aparecieron juntos como marineros de la Armada de los Estados Unidos en The Bedford Incident (1965) y como técnicos de la NASA en el estreno de Sólo se vive dos veces (1967), además de realizar giras juntos en el escenario, incluida una producción de Muerte de un viajante en la década de 1990. Rimmer y Bishop también aparecieron en el documental dramático de la BBC Hiroshima, que se completó poco después de la muerte de Bishop en 2005.
Fue la segunda voz de Louie Watterson en la serie de Cartoon Network The Amazing World of Gumball del 2014 al 2019. El episodio "The Agent" fue su último papel antes de su muerte en 2019.

### Otros trabajos
Rimmer apareció una vez en Doctor Who (en la serie de 1966 The Gunfighters), y dos veces en Coronation Street: como Joe Donnelli (de 1968 a 1970), que mantuvo como rehén a Stan Ogden antes de quitarse la vida, y Malcolm Reid (en 1988), el padre adoptivo del hijo de Audrey Roberts, Stephen. Rimmer fue el personaje principal del documental "Alternative 3 " de 1977, engaño del aterrizaje en Marte de ITV. Hizo muchas apariciones especiales en series de televisión británicas para ITV, incluida Tales of the Unexpected de Roald Dahl, así como The Persuaders! de ITC. En 1980, Rimmer interpretó a Edward Condon en la miniserie Oppenheimer de la BBC, que fue retransmitida en los Estados Unidos en 1982, y apareció en la miniserie Master of the Game de 1984, junto a Dyan Cannon.
En 1989, Rimmer se reunió con Bishop y Zimmerman durante la producción de una adaptación de BBC Radio 4 de Estudio en escarlata de Sir Arthur Conan Doyle. En 2012, grabó una lectura de la novela The Gunfighters de Doctor Who de Donald Cotton para su lanzamiento en febrero de 2013.
En 2010, Rimmer regresó al mundo de Thunderbirds con un fan film de 15 minutos titulada simplemente Thunderbirds 2010. Interpreta a Jeff Tracy en una voz en off en la radio de Thunderbird 3, hacia el final de la película, instruyendo a Scott y Alan a llevar a los tres astronautas que rescataron en la película a una estación espacial intacta y regresar a la isla Tracy en anticipación de una Tormenta en el Pacífico.
Rimmer interpretó el papel de Leo Carlin en el drama de audio de 2013 The Mighty Carlins del galardonado dramaturgo canadiense Collin Doyle. La grabación fue producida por Wireless Theatre Company.
En 2014, Rimmer lanzó su primera novela de ficción Long Shot, a través de amazon.co.uk/com. Esta marcó su segunda incursión en el mundo editorial, después de haber publicado su autobiografía From Thunderbirds to Pterodactyls cuatro años antes.
En 2015, interpretó el papel de "Anderson" en el corto de ciencia ficción DARKWAVE: Edge of the Storm; esto se lanzó de forma gratuita en línea el año siguiente.

## Vida personal y muerte
Rimmer se casó con Sheila Logan en 1963; la pareja tuvo tres hijos: Damien, Ben y Paul.
Rimmer murió en el Barnet Hospital de Londres el 29 de marzo de 2019, a la edad de 89 años. Le sobrevivieron su esposa e hijos.

## Filmografía seleccionada
- A Dangerous Age (1957) como El padre de nancy
- Flaming Frontier (1958) como Running Bear
- The Day the Sky Exploded (1958) como John McLaren (voz)
- Dr. Strangelove or: How I Learned to Stop Worrying and Love the Bomb (1964) como Capitán "Ace" Owens
- The Bedford Incident (1965) como Marinero de primera clase
- Thunderbirds Are GO (1966) como Scott Tracy (voz)
- Sólo se vive dos veces (1967) como Operador de radar de Hawái (sin acreditar)
- The Dirty Dozen (1967) como Soldado americano (sin acreditar)
- Thunderbird 6 (1968) como Scott Tracy (voz)
- The Persuaders!  (1971) como Lomax
- Diamonds Are Forever (1971) como Tom (sin acreditar)
- Baffled! (1973) como Locutor de pista de carreras / Comentarista
- Scorpio (1973) como Policía en el hotel (sin acreditar)
- Vive y deja morir (1973) como Hamilton (voz, sin acreditar)
- Take Me High (1973) (sin acreditar)
- S*P*Y*S (1974) como Hessler
- Rollerball (1975) como Rusty, Ejecutivo de equipo
- The 'Human' Factor (1975) como Carter, Hombre de la CIA
- Twilight's Last Gleaming (1977) como Coronel Alexander B. Franklin
- Nasty Habits (1977) como Oficial
- Star Wars: Episodio IV - Una nueva esperanza (1977) como Técnico de combate rebelde (sin acreditar)
- Silver Bears (1977) como Banquero americano
- The People That Time Forgot (1977) como Hogan
- La espía que me amó (1977) como Comandante Carter (USS Wayne)
- Julia (1977) como Oficial de aduanas (sin acreditar)
- Warlords of Atlantis (1978) como Capitán Daniels
- The Billion Dollar Bubble (1978)
- Superman: la película (1978) como Comandante de Transporte Naval (sin acreditar)
- Hanover Street (1979) como Coronel Ronald Barth
- Arabian Adventure (1979) como Abu
- Charlie Muffin (1979) como Braley
- Superman II (1980) como Controlador N.º 2
- Los perros de la guerra (1980) como Dr. Oaks
- Sacerdote del amor (1981) como Oficial de inmigración
- Reds (1981) como MacAlpine
- Gandhi (1982) como Comentarista
- El ansia (1983) como Arthur Jelinek
- Superman III (1983) como State Policeman
- The Lonely Lady (1983) como Adolph Fannon
- Gulag (1985) como Jay
- Morons from Outer Space (1985) como Redneck (Melvin)
- Reunion at Fairborough (1985) como Joe Szyluk
- The Holcroft Covenant (1985) como Teniente Miles
- Dreamchild (1985) como Mr. Marl
- White Nights (1985) como Embajador Smith
- Out of Africa (1985) como Belknap
- The Last Days of Patton (1986) como Dr. Coronel Lawrence Ball
- Anastasia: The Mystery of Anna (1986) como Harvey Coward
- Whoops Apocalypse (1986) como Marvin Gelber
- The Bourne Identity (1988) como Alexander Conklin
- A Very British Coup (1988) como Marcus Morgan
- Crusoe (1989) como Mr. Mather
- A Kiss Before Dying (1991) como Comisionado Malley
- Company Business (1991) como Presidente de Maxine Gray Cosmetics
- Year of the Comet (1992) como T.T. Kelleher
- Piccolo Grande Amore (1993) como Mr Hughes
- A Kid in King Arthur's Court (1995) como Entrenador
- Space Truckers (1996) como E.J. Saggs
- Punto de mira (2000) como Parnell Thomas
- Spy Game (2001) como Agente inmobiliario
- The War of the Starfighters (2003) como Operativo de la base tantiva (voz)
- Batman Begins (2005) como Técnico mayor de la Junta de Agua de Gotham
- Mee-Shee: The Water Giant (2005) como Bob Anderson
- Alien Autopsy (2006) como Coronel
- Lovelorn (2010) como The Barman
- Sombras tenebrosas (2012) como Miembro de la junta 1
- Darkwave: Edge of the Storm (2016) como Capitán S. Anderson